# Ceballosia fruticosa
Ceballosia fruticosa är en strävbladig växtart som först beskrevs av Carl von Linné d.y., och fick sitt nu gällande namn av Günther W.H. Kunkel, H. Förther. Ceballosia fruticosa ingår i släktet Ceballosia och familjen strävbladiga växter. Utöver nominatformen finns också underarten C. f. angustifolia.